# ゐ
ゐ en hiragana ou ヰ en katakana sont deux kanas, caractères japonais qui représentent la même more. Prononcés /ɰi/, ils sont aujourd'hui obsolètes. Leur prononciation actuelle étant identique à celle de い et イ, ils sont remplacés systématiquement par ces derniers.

## Origine
L'hiragana ゐ et le katakana ヰ proviennent, via les man'yōgana, des kanjis 為 et 井, respectivement.

## Romanisation
Selon les systèmes de romanisation Hepburn, Kunrei et Nihon, ゐ et ヰ se romanisent en « wi ».

## Tracé
L'hiragana ゐ s'écrit en un seul trait.

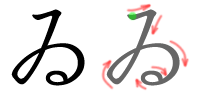
Ordre des traits pour ゐ

1. Trait débutant horizontalement, se poursuivant par une diagonale verticale orientée à gauche, puis réalisant une large boucle avant de se terminer sur la droite par une petite boucle.

Cette graphie est similaire à celle de plusieurs autres hiraganas, comme ぬ, め ou の mais aussi み.
Le katakana ヰ s'écrit en quatre traits.
1. Trait vertical.
2. Trait vertical, plus long que le premier et situé à sa droite.
3. Trait horizontal, tangeant au sommet du premier et coupant le deuxième sur son premier tiers.
4. Trait horizontal, plus long que le troisième, tangeant à la base du premier et coupant le deuxième sur son deuxième tiers.

## Représentation informatique
- Unicode[1],[2] :
  - ゐ : U+3090
  - ヰ : U+30F0